# Агазаде, Агиль Анар оглы
Агиль Анар оглы Агазаде (азерб. Ağazadə Aqil Anar oğlu, род. 19 апреля 1998 года, село Тюркоба, Масаллинский район, Азербайджан) — азербайджанский волейболист, доигровшик  команды «Муров», а также юношеской (U-20) и национальной сборной Азербайджана.

## Биография
Агиль Агазаде начинал заниматься волейболом в возрасте 10 лет, в волейбольной секции Масаллинской средней школы, под руководством тренера Сейфаддина Мамедова, у которого обучался азам волейбола до сентября 2012 года. С 2013 года является учащимся Республиканского Олимпийского Спортивного Лицея в Баку.

## Клубная карьера
- 2012— н.в. — «Масаллы»

С 2012 года выступает в команде «Масаллы», которая ведет борьбу в чемпионате Азербайджана в зоне III, наряду с представителями команд из городов Сальяны, Ленкорань, Астара, Билясувар, Ярдымлы, Лерик, Нефтчала, Джалилабад и Джабраил.

## Сборная Азербайджана
С 2012 года является одним из основных игроков юношеской (U-20) и национальной сборных Азербайджана по волейболу. В юношеской сборной выступает под № 1, в национальной команде под № 4.

### Статистика игр
24, 25 и 26 мая 2013 года принимал участие в матчах квалификационного раунда чемпионата мира по волейболу в составе национальной сборной Азербайджана против сборных Хорватии, Нидерландов и Боснии и Герцеговины, проходивших в столице Хорватии — Загребе.
3 и 4 января 2014 года, в составе юношеской сборной Азербайджана принял участие в первом квалификационном раунде Чемпионата Европы 2014 года, где сыграл против сборных Норвегии и Англии.

## Интересные факты
Агиль Агазаде является самым молодым волейболистом в составе национальной сборной Азербайджана. Дебютировал в составе сборной в возрасте 15 лет.